# Isnello
Isnello é uma comuna italiana da região da Sicília, província de Palermo, com cerca de 1.922 habitantes. Estende-se por uma área de 50 km², tendo uma densidade populacional de 38 hab/km². Faz fronteira com Castelbuono, Cefalù, Collesano, Gratteri, Petralia Sottana, Polizzi Generosa, Scillato.

## Demografia
| Variação demográfica do município entre 1861 e 2011                               |
|                                                                                   |
| Fonte: Istituto Nazionale di Statistica (ISTAT) - Elaboração gráfica da Wikipedia |